# Pale Communion
| 전문가 평가       | 전문가 평가 |
| 총 점수           | 총 점수     |
| 출처              | 점수        |
| ----------------- | ----------- |
| AnyDecentMusic?   | 7.5/10      |
| 메타크리틱        | 75/100      |
| 평가 점수         |             |
| 출처              | 점수        |
| About.com         | [ 4 ]       |
| AllMusic          | [ 1 ]       |
| Alternative Press | [ 5 ]       |
| Blabbermouth.net  | [ 6 ]       |
| Exclaim!          | 7/10        |
| The Guardian      | [ 8 ]       |
| The List          | [ 9 ]       |
| Pitchfork         | 4.3/10      |
| PopMatters        | 8/10        |
| Sputnik Music     | 3.5/5       |

《Pale Communion》는 스웨덴의 프로그레시브 록 밴드 오페스의 열한 번째 스튜디오 음반이다. 이 음반은 2014년 8월 26일 로드러너 레코드를 통해 발매되었다. 이 음반은 미카엘 오케르펠트가 프로듀싱하고 스티븐 윌슨이 믹싱했다. 《Pale Communion》는 2011년 페르 비베리가 탈퇴한 후 키보디스트 요아킴 스발베리와 함께한 첫 번째 음반이다. 이 음반은 미국에서 발매 첫 주에 19,090장이 팔렸고, 빌보드 200에서 19위로 데뷔했다.

## 음악 스타일
미카엘 오케르펠트는 이 음반에 대해 "이번 음반으로 더 멜로디컬한 것을 하고 싶었기 때문에 이번 음반에는 전반적으로 더 강한 보컬 멜로디와 더 많은 멜로디가 있다"고 말했다. 메탈 인젝션의 그레그 케넬티는 이 음반에 "으르렁거림이나 데스 메탈 보컬"이 포함되어 있지 않다고 말했다. 그는 또한 이 음반을 "《Damnation》과 《Ghost Reveries》 사이의 누락된 연결고리 또는 《Heritage》가 《Watershed》 없이 《Ghost Reveries》 직후에 작성된 것인지"라고 설명했다.
올뮤직의 톰 주렉은 이 음반을 딥 퍼플의 《Deep Purple in Rock》과 킹 크림슨의 초기 음악과 비교했을 뿐만 아니라 재즈 퓨전의 영향에 주목했다.

## 곡 목록
모든 곡들은 미카엘 오케르펠트에 의해 작사/작곡하였다.
| #  | 제목                        | 재생 시간 |
| -- | --------------------------- | --------- |
| 1. | 〈Eternal Rains Will Come〉 | 6:46      |
| 2. | 〈Cusp of Eternity〉        | 5:36      |
| 3. | 〈Moon Above, Sun Below〉   | 10:53     |
| 4. | 〈Elysian Woes〉            | 4:48      |
| 5. | 〈Goblin (기악)〉           | 4:34      |
| 6. | 〈River〉                   | 7:33      |
| 7. | 〈Voice of Treason〉        | 8:00      |
| 8. | 〈Faith in Others〉         | 7:43      |